# تارگمانچاتس آناپات وانک
تارگمانچاتس آناپات وانک (ارمنی: Թարգմանչաց անապատ վանք؛ ) یک کلیسا متعلق به کلیسای حواری ارمنی واقع در شهر بانانتس،  جمهوری آذربایجان می‌باشد. ساخت و ساز این ساختمان در سده ۵ام میلادی؛ به پایان رسید. این بنا به سبک معماری ارمنی طراحی شده است.